# Europees kampioenschap hockey mannen 2025
De 20e editie van het Europees kampioenschap hockey voor mannen werd van 8 tot en met 17 augustus 2025 gespeeld in het HockeyPark van Mönchengladbach, Duitsland. Tegelijkertijd wordt ook het Europees kampioenschap voor vrouwen gespeeld. 
De finale tussen titelverdediger Nederland en gastland Duitsland eindigde in een gelijkspel, waarna de shoot-outs werden gewonnen door de Duitsers. Het brons ging naar Spanje, dat in de troostfinale van Frankrijk won.
Tijdens deze editie werd voor het laatst een toernooiformat met acht deelnemers gebruikt. Vanaf 2027 wordt een nieuw format met twaalf deelnemers ingevoerd.

## Kwalificatie
De volgende landenteams hadden zich gekwalificeerd: de beste zes teams van het Europees kampioenschap 2023 en de winnaars van de twee Europese kwalificatietoernooien.
| Toernooi                    | Data                | Plaats          | Quota | Gekwalificeerd                                       |
| --------------------------- | ------------------- | --------------- | ----- | ---------------------------------------------------- |
| Europees kampioenschap 2023 | 19–27 augustus 2023 | Mönchengladbach | 6     | Nederland Engeland België Duitsland Frankrijk Spanje |
| Kwalificatietoernooien      | 22–25 augustus 2024 | Dublin          | 1     | Polen                                                |
| Kwalificatietoernooien      | 22–25 augustus 2024 | Wenen           | 1     | Oostenrijk                                           |
| Totaal                      | Totaal              | Totaal          | 8     |                                                      |

## Groepsfase
Alle tijden zijn lokaal (UTC+2).

### Groep A
| Pos | Team       | Wed | W | G | V | Ptn | DV | DT | +/− | Kwalificatie  |
| --- | ---------- | --- | - | - | - | --- | -- | -- | --- | ------------- |
| 1   | Nederland  | 3   | 3 | 0 | 0 | 9   | 12 | 2  | +10 | Halve finales |
| 2   | Spanje     | 3   | 2 | 0 | 1 | 6   | 12 | 4  | +8  | Halve finales |
| 3   | België     | 3   | 1 | 0 | 2 | 3   | 13 | 7  | +6  |               |
| 4   | Oostenrijk | 3   | 0 | 0 | 3 | 0   | 1  | 25 | −24 |               |

| 9 augustus 2025 11:00                                                                                           |         |             |                                                          |
| België | 10–1    | Oostenrijk  | Scheidsrechters: Tim Meissner (GER) Alex Fedenczuk (SCO) |
| Van Oost 16' Boon 17', 39' Stockbroekx 34' Hendrickx 35', 51' De Kerpel 40' Duvekot 53' Kina 57' De Sloover 60' | verslag | Winkler 15' | Scheidsrechters: Tim Meissner (GER) Alex Fedenczuk (SCO) |

| 9 augustus 2025 13:15                      |         |        |                                                         |
| Nederland                                  | 3–0     | Spanje | Scheidsrechters: Ben Göntgen (GER) Marcin Grochal (POL) |
| Hoedemakers 26' Janssen 40' Middendorp 41' | verslag |        | Scheidsrechters: Ben Göntgen (GER) Marcin Grochal (POL) |

| 10 augustus 2025 17:30 |         |                                   |                                                       |
| België                 | 2–4     | Nederland                         | Scheidsrechters: Alison Keogh (IRL) Paul Walker (ENG) |
| Onana 16' Helin 35'    | verslag | Pieters 10', 47' Janssen 22', 55' | Scheidsrechters: Alison Keogh (IRL) Paul Walker (ENG) |

| 10 augustus 2025 19:45                                                                             |         |            |                                                             |
| Spanje                                                                                             | 10–0    | Oostenrijk | Scheidsrechters: Rebecca Edwards (ENG) Alex Fedenczuk (SCO) |
| Font 1' Cabré-Verdiell 5', 53' Clapés 10', 32' Basterrra 41' Reyné 45' Álvarez 46', 57' Cunill 58' | verslag |            | Scheidsrechters: Rebecca Edwards (ENG) Alex Fedenczuk (SCO) |

| 12 augustus 2025 14:45   |         |               |                                                             |
| Spanje                   | 2–1     | België        | Scheidsrechters: Coen van Bunge (NED) Rachel Williams (ENG) |
| Alonso 15' Basterrra 28' | verslag | De Kerpel 18' | Scheidsrechters: Coen van Bunge (NED) Rachel Williams (ENG) |

| 12 augustus 2025 17:00                          |         |            |                                                       |
| Nederland                                       | 5–0     | Oostenrijk | Scheidsrechters: Ben Göntgen (GER) Sandra Adell (ESP) |
| Brinkman 1' Bijen 20', 36', 53' Hoedemakers 42' | verslag |            | Scheidsrechters: Ben Göntgen (GER) Sandra Adell (ESP) |

### Groep B
| Pos | Team          | Wed | W | G | V | Ptn | DV | DT | +/− | Kwalificatie  |
| --- | ------------- | --- | - | - | - | --- | -- | -- | --- | ------------- |
| 1   | Duitsland (G) | 3   | 2 | 1 | 0 | 7   | 14 | 3  | +11 | Halve finales |
| 2   | Frankrijk     | 3   | 2 | 0 | 1 | 6   | 10 | 8  | +2  | Halve finales |
| 3   | Engeland      | 3   | 1 | 1 | 1 | 4   | 8  | 4  | +4  |               |
| 4   | Polen         | 3   | 0 | 0 | 3 | 0   | 3  | 20 | −17 |               |

| 8 augustus 2025 17:00                                  |         |       |                                                          |
| Engeland                                               | 5–0     | Polen | Scheidsrechters: Alison Keogh (IRL) Coen van Bunge (NED) |
| Goodfield 24' Payton 42' Roper 54' Ward 56' Sorsby 60' | verslag |       | Scheidsrechters: Alison Keogh (IRL) Coen van Bunge (NED) |

| 8 augustus 2025 19:30        |         |                  |                                                          |
| Duitsland                    | 3–2     | Frankrijk        | Scheidsrechters: Rachel Williams (ENG) Paul Walker (ENG) |
| Weigand 50', 55' Peillat 51' | verslag | Charlet 43', 48' | Scheidsrechters: Rachel Williams (ENG) Paul Walker (ENG) |

| 9 augustus 2025 20:15                                  |         |                                          |                                                                  |
| Frankrijk                                              | 5–3     | Polen                                    | Scheidsrechters: Sébastien Michielsen (BEL) Shane O'Donell (IRE) |
| Sellier 16' Charlet 24', 29' Clément 38' Esmenjaud 48' | verslag | Jarzyński 15' Bembenek 17' Rutkowski 35' | Scheidsrechters: Sébastien Michielsen (BEL) Shane O'Donell (IRE) |

| 10 augustus 2025 15:00 |         |             |                                                                   |
| Engeland               | 1–1     | Duitsland   | Scheidsrechters: Sébastien Michielsen (BEL) Magali Sergeant (BEL) |
| Gall 45'               | verslag | Peillat 52' | Scheidsrechters: Sébastien Michielsen (BEL) Magali Sergeant (BEL) |

| 12 augustus 2025 12:30                     |         |                   |                                                              |
| Frankrijk                                  | 3–2     | Engeland          | Scheidsrechters: Laurine Delforge (BEL) Marcin Grochal (POL) |
| Ballenger 24' Desgouillons 45' Clément 60' | verslag | Rushmere 10', 54' | Scheidsrechters: Laurine Delforge (BEL) Marcin Grochal (POL) |

| 12 augustus 2025 19:30                                                                      |         |       |                                                           |
| Duitsland                                                                                   | 10–0    | Polen | Scheidsrechters: Ivona Makar (CRO) Lorijn de Kraker (NED) |
| Grambusch 2' Prinz 9', 12' Hartkopf 15+', 29', 42' Peillat 30', 59' Hellwig 54' Weigand 58' | verslag |       | Scheidsrechters: Ivona Makar (CRO) Lorijn de Kraker (NED) |

## Plaatsen 5 tot en met 8
De vier teams die op de laagste twee plaatsen in hun groep eindigen spelen een onderlinge competitie. De resultaten uit de onderlinge wedstrijden in de groepsfase worden meegenomen naar deze ronde. 
| Pos | Team       | Wed | W | G | V | Ptn | DV | DT | +/− |
| --- | ---------- | --- | - | - | - | --- | -- | -- | --- |
| 5   | België     | 3   | 3 | 0 | 0 | 9   | 19 | 3  | +16 |
| 6   | Engeland   | 3   | 2 | 0 | 1 | 6   | 13 | 2  | +11 |
| 7   | Polen      | 3   | 1 | 0 | 2 | 3   | 2  | 12 | −10 |
| 8   | Oostenrijk | 3   | 0 | 0 | 3 | 0   | 1  | 18 | −17 |

| 14 augustus 2025 12:30 |         |            |                                                              |
| Oostenrijk             | 0–1     | Polen      | Scheidsrechters: Shane O'Donell (IRL) Laurine Delforge (BEL) |
|                        | verslag | Pawlak 52' | Scheidsrechters: Shane O'Donell (IRL) Laurine Delforge (BEL) |

| 14 augustus 2025 14:45  |         |          |                                                          |
| België                  | 2–1     | Engeland | Scheidsrechters: Tim Meissner (GER) Marcin Grochal (POL) |
| Stockbroekx 6' Boon 48' | verslag | Ward 15' | Scheidsrechters: Tim Meissner (GER) Marcin Grochal (POL) |

| 16 augustus 2025 10:30                                                |         |               |                                                          |
| België                                                                | 7–1     | Polen         | Scheidsrechters: Tim Meissner (GER) Alex Fedenczuk (SCO) |
| Stockbroekx 18' Boon 20', 54' Hellin 23' De Kerpel 29' Onana 38', 47' | verslag | Jarzyński 45' | Scheidsrechters: Tim Meissner (GER) Alex Fedenczuk (SCO) |

| 16 augustus 2025 12:45                                        |         |            |                                                            |
| Engeland                                                      | 7–0     | Oostenrijk | Scheidsrechters: Coen van Bunge (NED) Shane O'Donell (IRL) |
| Wallace 7', 13' Payton 10' Hooper 13', 25' Roper 23' Ward 59' | verslag |            | Scheidsrechters: Coen van Bunge (NED) Shane O'Donell (IRL) |

## Plaatsen 1 tot en met 4
|  | Halve finale | Halve finale    |              |       | Finale | Finale |
|  |              |                 |              |       |        |        |
|  | 14 augustus  |                 |              |       |        |        |
|  |              |                 |              |       |        |        |
|  | Nederland    | 3               |              |       |        |        |
|  | Nederland    | 3               | 16 augustus  |       |        |        |
|  | Frankrijk    | 1               |              |       |        |        |
|  | Frankrijk    | 1               | Nederland    | 1 (1) |        |        |
|  | 14 augustus  |                 | Nederland    | 1 (1) |        |        |
|  |              | Duitsland (PSO) | 1 (4)        |       |        |        |
|  | Duitsland    | Duitsland (PSO) | 1 (4)        | 4     |        |        |
|  | Duitsland    |                 |              | 4     |        |        |
|  | Spanje       | 1               |              |       |        |        |
|  | Spanje       | 1               | Troostfinale |       |        |        |
|  |              |                 |              |       |        |        |
|  | 16 augustus  |                 |              |       |        |        |
|  |              |                 |              |       |        |        |
|  | Frankrijk    | 0               |              |       |        |        |
|  | Frankrijk    | 0               |              |       |        |        |
|  | Spanje       | 2               |              |       |        |        |

### Halve finales
| 14 augustus 2025 17:00       |         |           |                                                          |
| Nederland                    | 3–1     | Frankrijk | Scheidsrechters: Magali Sergeant (BEL) Ben Göntgen (GER) |
| Janssen 2', 57' Brinkman 31' | verslag | Goyet 37' | Scheidsrechters: Magali Sergeant (BEL) Ben Göntgen (GER) |

| 14 augustus 2025 20:00                  |         |              |                                                          |
| Duitsland                               | 4–1     | Spanje       | Scheidsrechters: Alison Keogh (IRL) Coen van Bunge (NED) |
| Peillat 1', 56' Grambusch 11' Prinz 48' | verslag | Basterra 27' | Scheidsrechters: Alison Keogh (IRL) Coen van Bunge (NED) |

### Troostfinale
| 16 augustus 2025 15:30 |         |                          |                                                               |
| Frankrijk              | 0–2     | Spanje                   | Scheidsrechters: Paul Walker (ENG) Sébastien Michielsen (BEL) |
|                        | verslag | Recasens 32' Álvarez 57' | Scheidsrechters: Paul Walker (ENG) Sébastien Michielsen (BEL) |

### Finale
| 16 augustus 2025 18:00         |         |                                |                                                            |
| Nederland                      | 1–1     | Duitsland                      | Scheidsrechters: Laurine Delforge (BEL) Alison Keogh (IRL) |
| Reyenga 26'                    | verslag | Weigand 46'                    | Scheidsrechters: Laurine Delforge (BEL) Alison Keogh (IRL) |
| Shoot-out                      |         |                                | Scheidsrechters: Laurine Delforge (BEL) Alison Keogh (IRL) |
| Croon Van Dam Brinkman Janssen | 1–4     | Weigand Struthoff Müller Prinz | Scheidsrechters: Laurine Delforge (BEL) Alison Keogh (IRL) |

## Eindrangschikking
| Rank   | Team       |
| ------ | ---------- |
| Goud   | Duitsland  |
| Zilver | Nederland  |
| Brons  | Spanje     |
| 4      | Frankrijk  |
| 5      | België     |
| 6      | Engeland   |
| 7      | Polen      |
| 8      | Oostenrijk |

|  | Gekwalificeerd voor het Wereldkampioenschap 2026 in Waver (België) en Amstelveen (Nederland) |